# أونق يلقي العليا (آق التين)
أونق یلقي العلیا (بالفارسية: اونق‌یلقی علیا) هي قرية تقع في إيران في غلستان. يقدر عدد سكانها بـ 1,193 نسمة .